# Кошутарица
Кошутарица је насељено место у општини Јасеновац, у новској Посавини, Република Хрватска.

## Историја
До територијалне реорганизације у Хрватској насеље се налазило у саставу бивше велике општине Новска. Кошутарица се од распада Југославије до маја 1995. године налазила у Републици Српској Крајини.

## Становништво
На попису становништва 2011. године, Кошутарица је имала 264 становника.

## Попис 1991.
На попису становништва 1991. године, насељено место Кошутарица је имало 301 становника, следећег националног састава:
| Попис 1991.‍  | Попис 1991.‍  | Попис 1991.‍ | Попис 1991.‍ | Попис 1991.‍ |
| ------------ | ------------ | ----------- | ----------- | ----------- |
|              |              |             |             |             |
| Хрвати       | Хрвати       |             | 295         | 98,00%      |
| Срби         | Срби         |             | 4           | 1,32%       |
| неопредељени | неопредељени |             | 1           | 0,33%       |
| регион. опр. | регион. опр. |             | 1           | 0,33%       |
| укупно: 301  |              |             |             |             |